# Sebastián Barriguete Andrade
Gral. Sebastián Barriguete Andrade fue un militar mexicano que participó en la Revolución mexicana. Nació San Pedro Palominos, Sonora, en 1890. Ingresó a la Escuela Militar de Aspirantes, de la que egresó como subteniente de Infantería en 1912. Combatió al orozquismo en la Compañía de Zarpadores, participando en la Batalla de Rellano. En 1913, ante el golpe de Victoriano Huerta, dejó el ejército federal y se pasó al constitucionalismo. En 1920 se adhirió al Plan de Agua Prieta y en 1930 alcanzó el cargo de general de brigada. Ocupó los cargos de director de Justicia y Pensiones y de Comandante de Resguardos Aduanales. Murió en la Ciudad de México en 1964. 